# Exodus (film 1960)
Exodus – amerykański dramat filmowy z 1960 roku w reżyserii Ottona Premingera. Scenariusz autorstwa Daltona Trumbo powstał na podstawie powieści Leona Urisa. Film opowiada o próbie przedostania się do powstającego państwa Izrael Żydów z Europy w 1948 roku do czego nie chcą dopuścić władze brytyjskie. Obraz nagrodzono Oscarem za najlepszą muzykę (Ernest Gold), a nominowano również za najlepsze zdjęcia (Sam Leavitt) i drugoplanową rolę męską Sala Mineo.